# تپه واشو
تپه واشو مربوط به سده‌های میانه دوران‌های تاریخی پس از اسلام است و در شهرستان بروجرد، بخش مرکزی، دهستان همت‌آباد، ۱ک متری شمال شرق روستای شیشه واقع شده و این اثر در تاریخ ۲۸ اسفند ۱۳۸۵ با شمارهٔ ثبت ۱۸۳۷۲ به‌عنوان یکی از آثار ملی ایران به ثبت رسیده است.